# Lilium albanicum
Espèce
Lilium albanicum est une espèce de plantes de la famille des Liliacées originaire des Balkans.